# 파로모마이신
파로모마이신(Paromomycin)은 아메바증, 편모충증, 리슈만편모충증, 조충증을 포함한 여러 기생충 감염을 치료하는 데 사용되는 항미생물제이다. 이는 임신 중 아메바증 또는 편모충증에 대한 1차 치료제이다. 그렇지 않은 경우에는 일반적으로 2차 치료 옵션이다. 경구 투여, 피부 도포, 또는 근육 주사로 투여한다.
경구 투여 시 흔한 부작용으로는 식욕 부진, 구토, 복통, 설사가 있다. 피부에 바르면 가려움증, 발적, 물집과 같은 부작용이 나타난다. 주사 투여 시에는 발열, 간 문제, 청각 장애가 있을 수 있다. 모유 수유 중 사용은 안전한 것으로 보인다. 파로모마이신은 아미노글리코사이드 계열의 약물이며 세균 단백질 생성을 막아 미생물을 사멸시킨다.
파로모마이신은 1950년대에 한 종류의 스트렙토미세스속에서 발견되었고 1960년에 의학적으로 사용되었다. WHO 필수 의약품 목록에 포함되어 있다. 파로모마이신은 제네릭 의약품으로 이용 가능하다.

## 의학적 용도
크립토스포리디움증과 아메바증과 같은 장 기생충 감염 및 리슈만편모충증과 같은 다른 질병을 치료하는 데 사용되는 항미생물제이다.
파로모마이신은 1960년대 소련에서의 임상 연구와 1990년대 초 내장 리슈만편모충증 시험에서 피부 리슈만편모충증에 효과적인 것으로 입증되었다.
투여 경로는 근육 주사 및 캡슐 (약)이다.
겐타마이신 포함 또는 미포함 국소 파로모마이신 크림은 3상 무작위 배정, 이중 맹검, 병렬 그룹 대조 시험 결과에 따르면 궤양성 피부 리슈만편모충증에 효과적인 치료법이다.

### 임신 및 모유 수유
이 약물은 흡수가 잘 되지 않는다. 아기에게 미칠 수 있는 영향은 아직 알려지지 않았다.
모유 수유 중 파로모마이신 복용의 안전성에 대한 제한적인 데이터가 있지만, 약물이 잘 흡수되지 않기 때문에 최소한의 약물만 모유로 분비된다.

### HIV/AIDS
파로모마이신이 HIV와 와포자충속 동시 감염 환자에게 사용될 수 있다는 제한적인 증거가 있다. 몇몇 소규모 시험에서 파로모마이신 치료 후 오ocyst 배출량 감소가 나타났다.

## 부작용
파로모마이신 황산염과 관련된 가장 흔한 부작용은 복부 경련, 설사, 속쓰림, 메스꺼움, 구토이다. 파로모마이신을 장기간 사용하면 세균 또는 진균 감염의 위험이 증가한다. 과증식의 징후로는 구강 내 흰색 반점이 있다. 덜 흔한 부작용으로는 중증 근무력증, 신장 손상, 장염, 흡수 장애 증후군, 호산구 증가증, 두통, 청각 장애, 이명, 가려움증, 심한 어지럼증, 췌장염이 있다.

## 상호작용
파로모마이신은 아미노글리코사이드 약물 계열에 속하므로 신장에 독성을 가지며 귀에도 독성을 가진다. 이러한 독성은 가산적이며 귀와 신장에 독성을 유발하는 다른 약물과 함께 사용할 때 더 많이 발생한다. 포스카르네트와의 동시 사용은 신장 독성의 위험을 증가시킨다. 콜리스티메테이트와 파로모마이신의 동시 사용은 호흡 억제라고 알려진 위험한 호흡 둔화를 유발할 수 있으며, 필요한 경우 극도로 주의해야 한다. 파로모마이신과 같은 전신 항생제와 함께 사용할 때 콜레라 백신은 면역 반응을 유발할 수 있다. 청력에도 해를 끼칠 수 있는 강력한 이뇨제와의 사용은 피해야 한다. 파로모마이신은 마비제인 석시닐콜린과 함께 사용할 때 신경근육 효과를 증가시켜 위험한 반응을 일으킬 수 있다.
파로모마이신과 알려진 음식이나 음료 상호작용은 없다.

## 작용 기전
파로모마이신은 비저항성 세포에서 16S 리보솜 RNA에 결합하여 단백질 합성 억제제로 작용한다. 이 광범위 항생제는 물에 용해되며, 작용이 네오마이신과 매우 유사하다. 대장균과 황색 포도상구균에 대한 파로모마이신의 항균 활성이 입증되었다. 파로모마이신은 리보솜 번역의 오류율을 증가시켜 항생제로 작용한다. 파로모마이신은 RNA 루프에 결합하며, 여기서 A1492 및 A1493 잔기는 일반적으로 쌓여 있으며 이 두 잔기를 방출한다. 이 두 잔기는 코돈과 안티코돈 사이의 올바른 왓슨-크릭 쌍 형성 감지에 관여한다. 올바른 상호작용이 이루어지면 결합은 두 잔기를 방출하기 위한 에너지를 제공한다. 파로모마이신 결합은 잔기 방출에 충분한 에너지를 제공하여 리보솜이 부정확한 아미노산을 생성 펩타이드 사슬에 통합하게 된다. 최근 살아있는 대장균 세포에서 아미노글리코사이드의 단백질 합성에 대한 실시간 측정 결과에 따르면, 파로모마이신의 단백질 합성 간섭은 mRNA의 오독뿐만 아니라 전체 단백질 신장 속도의 상당한 감소 때문이며, 이는 단백질 합성의 보다 포괄적인 억제를 시사한다.

## 약물동태학

### 흡수
위장관 흡수는 미흡하다. 위장 운동을 손상시키는 모든 폐쇄 또는 요인은 소화관에서 약물 흡수를 증가시킬 수 있다. 또한 병변 또는 궤양과 같은 구조적 손상은 약물 흡수를 증가시키는 경향이 있다.
근육 주사(IM) 시 흡수가 빠르다. 파로모마이신은 IM 주사 후 1시간 이내에 최고 혈중 농도에 도달한다. 시험관 내 및 생체 내 활성은 네오마이신과 유사하다.

### 배설
경구 투여량의 거의 100%가 변형되지 않은 상태로 대변을 통해 배설된다. 흡수된 모든 약물은 소변으로 배설된다.

## 역사
파로모마이신은 1950년대에 당시 스트렙토미세스 크레스토무세티쿠스(Streptomyces krestomuceticus)로 알려졌던 다양한 스트렙토미세스 속의 이차 대사산물 중에서 발견되었으며 현재는 스트렙토미세스 리모수스로 알려져 있다. 1960년에 의학적으로 사용되었다.